# Coup de torchon
Coup de Torchon (bra: A Lei de Quem Tem o Poder; prt: Justiceiro por Conta Própria) é um filme francês de 1981, uma comédia dramática dirigida por Bertrand Tavernier.
Foi indicado ao Oscar de melhor filme estrangeiro na edição de 1982, representando a França.

## Elenco
- Philippe Noiret - Lucien Cordier
- Isabelle Huppert - Rose
- Jean-Pierre Marielle - Le Peron
- Stéphane Audran - Huguette Cordier
- Eddy Mitchell - Nono
- Guy Marchand - Marcel Chavasson
- Irène Skobline - Anne
- Michel Beaune - Vanderbrouck
- Jean Champion - Priest
- Victor Garrivier - Mercaillou
- Gérard Hernandez - Leonelli
- Abdoulaye Diop - Fête Nat
- Daniel Langlet - Paulo